# Diaphananthe ceriflora
Espèce
Diaphanante ceriflora J.B.Petersen est une espèce de plantes d'Afrique tropicale, de la famille des orchidées et du genre Diaphananthe.

## Description
Diaphanante ceriflora est une plante qui possède une tige de 4 cm de long ainsi que 6 feuilles articulée à la base de la gaine de cette tige. Les feuilles mesurent entre 31 et 35 cm de long et environ 9 cm de large. Les inflorescences de cette plante sont pendantes et mesures 22 cm de long. La partie fleurie mesure 11 cm de long et porte en moyenne 21 fleurs de couleur jaunâtre.

## Habitat et distribution
Diaphanante ceriflora est une plante épiphyte qui pousse sur des lianes se trouvant au-dessus d'un ruisseau. On la trouve en Afrique de l'Ouest dans la région qui s'étend du Cameroun au Gabon.